# Матчинг
Матчинг — в экономической науке ситуации одновременного и взаимного парного выбора, поведение экономических агентов в которых описывается задачей о марьяже. В теории игр изучаются в рамках исследований паросочетаний. Большой научный вклад в исследования рынков матчинга внес нобелевский лауреат Элвин Рот.

## Рынки матчинга
К матчингу относят следующие виды социальных ситуаций: формирование пары между мужчиной и женщиной, создающими пару, поступление студента в университет, заключение контракта между врачом и поликлиникой, поиски донора в трансплантологии, нахождение соседа для студенческого кампуса, взаимодействие между университетом и преподавателем, артистом и продюсером, научным руководителем и аспирантом) и т. п. Спецификой рынков матчинга является сложность или даже невозможность использования ценового механизма для заключения оптимальной сделки, что обуславливает необходимость использования специальных институтов.

## Анрейвелинг на рынках матчинга
Анрейвелинг означает действия экономических агентов по переносу времени возможной сделки или изменению заранее оговоренного пространства заключения сделки. Например, для аукциона анрейвелингом будут попытки заключить сделки до начала аукциона. Хотя на некоторых рынках матчинга каждая четвертая — пятая транзакция совершается до установленного времени, в современной рыночной экономике преобладает «мягкий анрейвелинг» или «обратный анрейвелинг».

## Регулирование рынков матчинга
Для регулирования рынков матчинга используют специальные институциональные процедуры сведения вместе стороны спроса и предложения. Например, в США многие медицинские ассоциации устанавливают «особый» период времени, когда больницы могут приглашать интернов, и соответствующие правила подачи и рассмотрения заявок.Это сделано для того, чтобы все больницы находились в равных условиях.
Схожие институциональные механизмы используются в деятельности современных профессиональных спортивных ассоциаций (американский футбол, бейсбол, баскетбол, хоккей), коммерческих фирм и государственных органов, которые набирают сотрудников на стажировку, а также для распределения мест в муниципальных школах. Процедуры регулирования матчинга активно применяются в современных Соединенных Штатах, Великобритании, Канаде, Японии, Израиле и других странах.